# Buthiers, Haute-Saône
Buthiers är en kommun i departementet Haute-Saône i regionen Bourgogne-Franche-Comté i östra Frankrike. Kommunen ligger i kantonen Rioz som tillhör arrondissementet Vesoul. År 2022 hade Buthiers 326 invånare.

## Befolkningsutveckling
Antalet invånare i kommunen Buthiers
| Referens: INSEE |